# Jan Gruszczyński

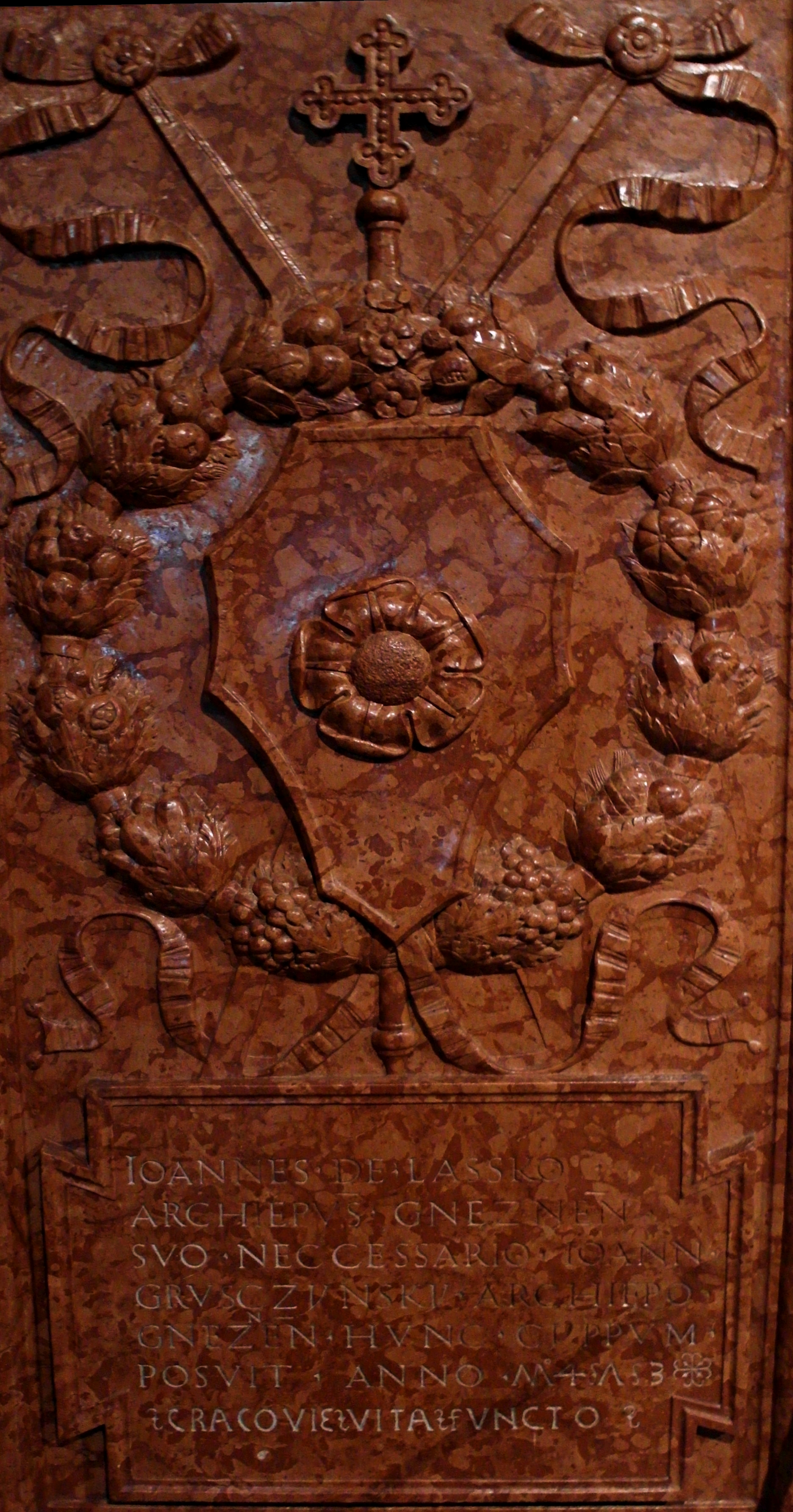
Płyta nagrobna Jana Gruszczyńskiego w katedrze gnieźnieńskiej dłuta Jana Florentczyka, po 1516 roku

Jan Gruszczyński herbu Poraj (ur. 1405, zm. 8 października 1473) – arcybiskup gnieźnieński i prymas Polski w latach 1464–1473, biskup krakowski w latach 1463–1464,  biskup włocławski w latach 1451–1463, dziekan krakowski w 1449 roku, kanonik włocławski w 1448 roku, kanonik poznański w 1445 roku, kanonik gnieźnieński w 1444 roku, kustosz krakowski w 1443 roku, kanonik kapituły Św. Jerzego w 1442 roku, archidiakon Egeru w 1440 roku, pleban sieradzki i sekretarz królewski w 1442 roku, kanclerz wielki koronny.

## Życiorys
Był synem chorążego sieradzkiego Jana z Gruszczyc i Iwanowic w ziemi sieradzkiej i Małgorzaty z Naramowic, bratem Bartłomieja i Mikołaja. Od 1431 podjął studia w Akademii Krakowskiej pracując jednocześnie w kancelarii królewskiej. W 1440 był w orszaku króla Władysława III Warneńczyka, który udał się na Węgry w celu objęcia tronu. W 1442 król protegował go na probostwo w Sieradzu. Pracował także w kancelarii Kazimierza Jagiellończyka będąc jednym z współtwórców polityki centralizacyjnej.
W 1450 został mianowany biskupem kujawski, konsekrowanym 12 stycznia 1451 w kościele Podwyższenia Krzyża Świętego w Kole. Utrzymując ścisłe związki z antykrzyżackim Związkiem Pruskim stając się zwolennikiem na polu zjednoczenia Prus z Polską. W 1454 otrzymał kanclerstwo koronne co uczyniło go kierownikiem polskiej polityki w okresie wojny trzynastoletniej. W 1463 został biskupem krakowskim i arcybiskupem gnieźnieńskim.
W 1455 przeznaczył na cele wojny złote i srebrne wota kultowe ze skarbca archikatedry. W 1463 stał na czele polskiej delegacji do rokowań z Krzyżakami w Brześciu Kujawskim, a w 1466  był obecny przy zawieraniu z Krzyżakami pokoju w Toruniu. Był gwarantem pokoju toruńskiego 1466 roku. W 1469, częściowo sparaliżowany, złożył kanclerstwo, nie zerwał jednak bliskich kontaktów z królem, któremu nadal towarzyszył w licznych podróżach i naradach.
Zmarł nagle w Krakowie 9 października 1473 i pochowany został w katedrze gnieźnieńskiej, gdzie jego następca Jan Łaski poświęcił mu okazałą płytę nagrobną z czerwonego marmuru – dzieło Jana Florentczyka z Ostrzyhomia. Spoczywa obecnie w kościele ufundowanym przez Gruszczyńskich w ich dobrach – w Iwanowicach.